# Hypnotic Eye
Albums de Tom Petty and the Heartbreakers
Mojo Tour 2010
(2010) An American Treasure
(2018)
Hypnotic Eye est le 13e et dernier album studio du groupe Tom Petty & The Heartbreakers, sorti au Royaume-Uni le 28 juillet 2014 et aux États-Unis le 29 juillet par Reprise Records,. L'album a fait ses débuts au no 1 du Billboard 200, devenant le seul album de Tom Petty & The Heartbreakers à atteindre la première place du classement. Hypnotic Eye a été nommé pour le Grammy Award 2015 du meilleur album rock. Il s'agit également du dernier album studio de Tom Petty & The Heartbreakers avant de se dissoudre en 2017, après la mort de Tom Petty, le chanteur du groupe, en octobre de la même année.

## Contexte et production
Les premières sessions de l'album ont eu lieu en août 2011 dans l'espace de répétition du groupe basé à Los Angeles, le « Clubhouse », où la chanson Burnt Out Town a été enregistrée. L'album marque un retour stylistique au deuxième album du groupe, You're Gonna Get It! (1978). La chanson Burnt Out Town, quant à elle, a un genre différent du reste de l'album et ressemble davantage aux chansons de l'album précédent, Mojo, sorti en 2010.

## Promotion
Le 10 juin 2014, la chanson American Dream Plan B est sortie en tant que premier single de l'album, ainsi que deux titres supplémentaires, Red River et U Get Me High, sur le site Web du groupe et les magasins numériques. Un mois plus tard, un CD single avec American Dream Plan B et U Get Me High ainsi qu'un coupon de 2 $ sur le prix de l'album sont sortis.
Forgotten Man et Fault Lines sont sortis en streaming sur le site Web du groupe au début du mois de juillet 2014. De plus, les cinq morceaux sortis en promotion d'Hypnotic Eye ont été diffusés sur une « radio interactive » avec un cadran de réglage qui trouve les morceaux pour les auditeurs. Une vidéo promotionnelle est également sortie en 2014 figurant la plupart des chansons de l'album, dont American Dream Plan B, Full Grown Boy, Forgotten Man, Burnt Out Town et plusieurs autres. On y voit Tom Petty s'amusant à écouter ses morceaux avec une radio.
Un téléchargement gratuit ITunes de l'album était inclus avec l'achat d'un billet pour un spectacle de la tournée d'Hypnotic Eye. Il ne comprend pas le dernier morceau de l'album, Playing Dumb, qui n'est disponible qu'en vinyle et en Bonus Blu-Ray.

## Liste des titres

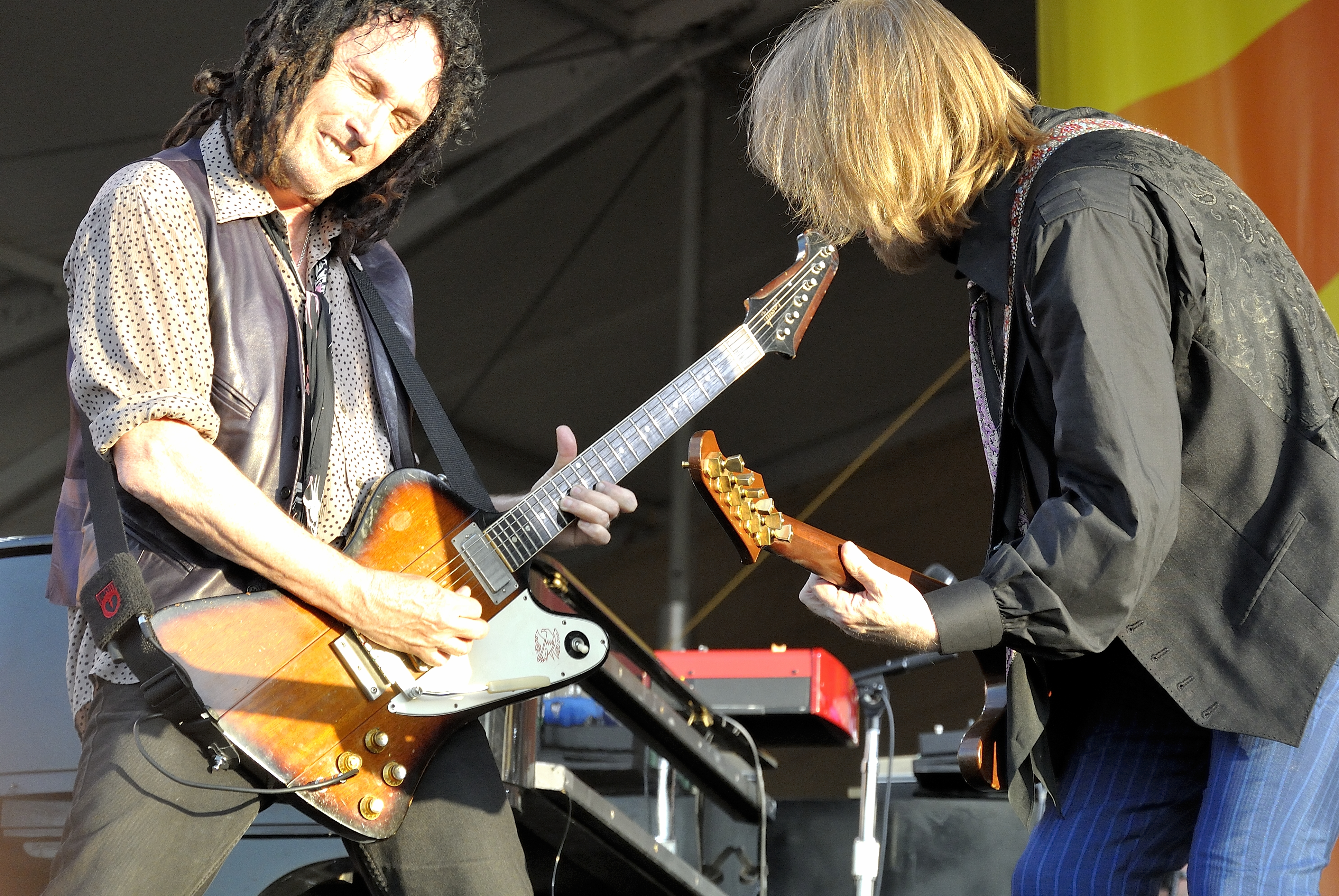
Mike Campbell et Tom Petty

Toutes les chansons ont été écrites par Tom Petty, sauf Fault Lines écrite par Tom Petty et Mike Campbell.
| 1.    | American Dream Plan B | 3:00 |
| 2.    | Fault Lines           | 4:28 |
| 3.    | Red River             | 3:59 |
| 4.    | Full Grown Boy        | 3:26 |
| 5.    | All You Can Carry     | 4:34 |
| 6.    | Power Drunk           | 4:39 |
| 7.    | Forgotten Man         | 2:48 |
| 8.    | Sins Of My Youth      | 3:49 |
| 9.    | U Get Me High         | 4:11 |
| 10.   | Burnt Out Town        | 3:05 |
| 11.   | Shadow People         | 6:37 |
| 44:36 |                       |      |

Un autre morceau fait également partie de l'album, mais est seulement disponible en vinyle et en Bonus Blu-Ray : Playing Dumb. Il a été écrit par Tom Petty et a une durée de 4:13.

## Musiciens
Tom Petty & The Heartbreakers

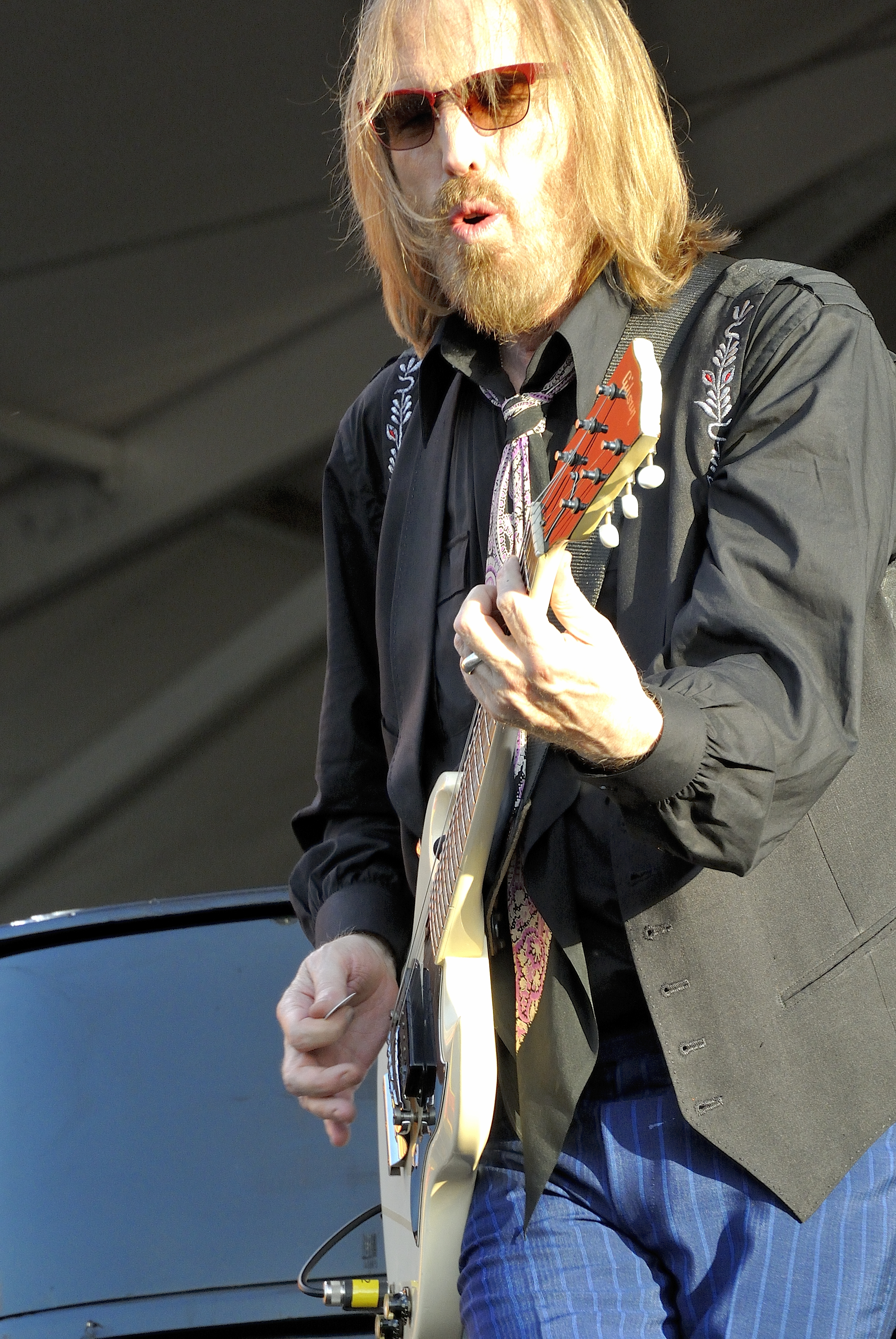
Tom Petty performant au New Orleans Jazz & Heritage Festival 2012

- Tom Petty : voix, guitare rythmique, guitare solo, basse fuzz, basse haute, basse
- Mike Campbell : guitare solo, guitare rythmique
- Benmont Tench : piano, piano électrique, orgue, mellotron, synthétiseur
- Scott Thurston : guitare rythmique, guitare à 12 cordes, harmonica, tambourin, guitare solo
- Ron Blair : basse
- Steve Ferrone : batterie, percussion

Musiciens supplémentaires
- Josh Jové : guitare fuzz
- Ryan Ulyate - chœurs

## Membres de la production
- Chris Bellman – masterisation
- Mike Campbell - production
- Jeri Heiden – direction artistique
- Josh Jové - technicien de son adjoint
- Greg Looper - technicien de son
- Tom Petty - producteur
- Chase Simpson - technicien de son adjoint
- Nick Steinhardt – conception, direction artistique
- Ryan Ulyate - producteur, mixeur, enregistreur
- Alan « Bugs » Weidel - chef d'équipe, technicien, responsable de l'équipement

## Évaluations professionnelles
| Source          | Évaluation |
| --------------- | ---------- |
| Metacritic      | 77/100     |
| AllMusic        | 4/5        |
| Billboard       | 85/100     |
| Chicago Tribune | 3/4        |
| Exclaim!        | 7/10       |
| The Observer    | 4/5        |
| PopMatters      | 8/10       |
| Rolling Stone   | 4/5        |
| Spin            | 7/10       |
| Uncut           | 8/10       |

## Palmarès et performance commerciale
Hypnotic Eye a atteint la première position hebdomadaire dans le Canadian Albums (Billboard), US Billboard 200 et US Top Rock Albums (Billboard). Il a atteint la 13e position au classement de fin d'année du US Top Rock Albums (Billboard) et la 70e du US Billboard 200.
L'album a fait ses débuts au no 1 du classement Billboard 200, avec des ventes de 131 000 exemplaires la première semaine aux États-Unis ; à ce jour, c'est le seul album de Tom Petty (en solo ou avec les Heartbreakers) à atteindre la première place du classement.